# Alfil

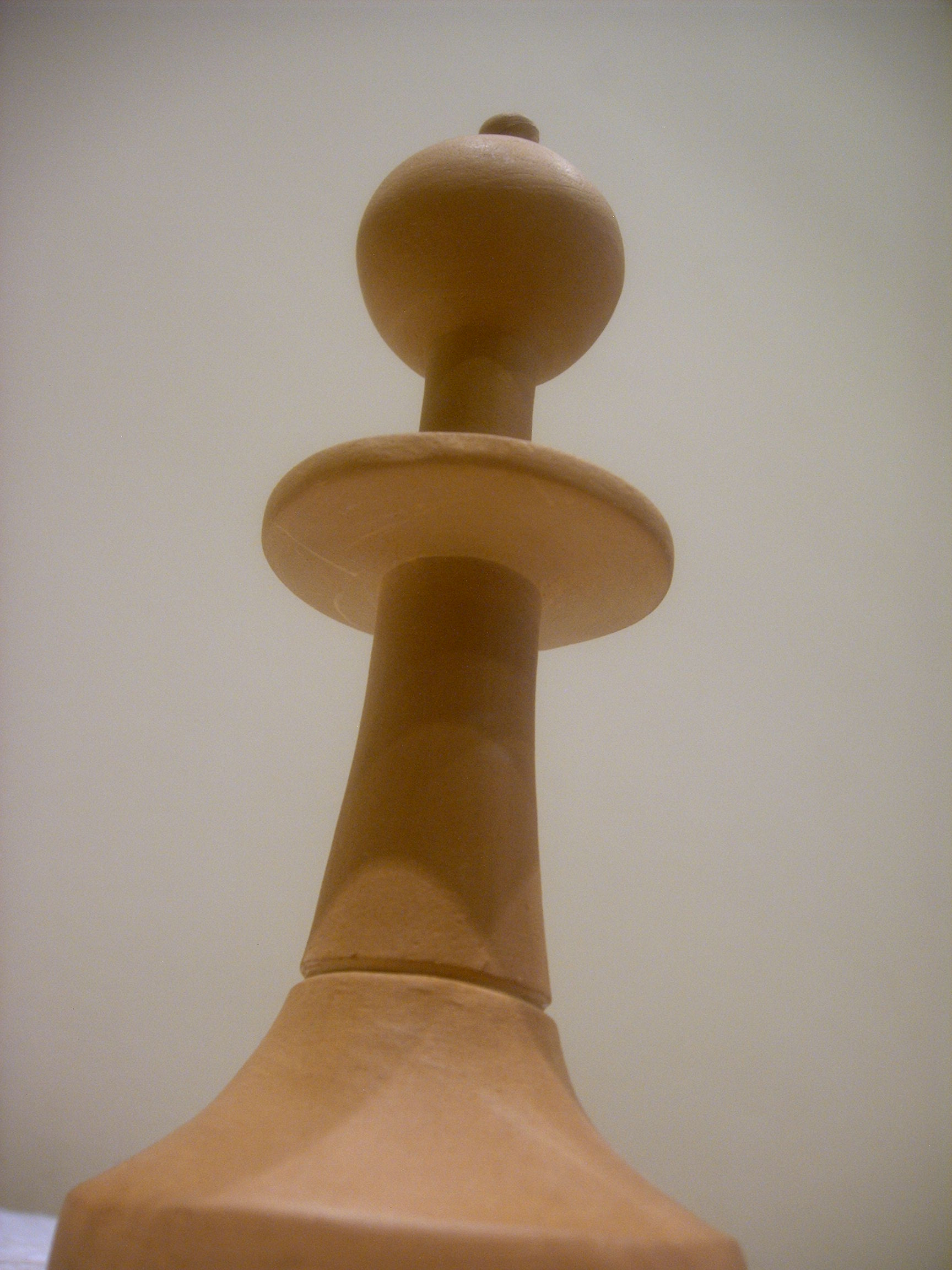

El alfil (♗ ♝) (antiguamente llamado arfil) es una pieza menor del ajedrez occidental de valor aproximado de tres peones. Se mueve en diagonal,  no puede saltar piezas intervinientes, y captura tomando el lugar ocupado por la pieza adversaria. Debido a las características de su movimiento, tiene la deficiencia de la debilidad del color porque su movimiento queda limitado al color del escaque en el que se inicia la partida.
Inicialmente, el alfil no era parte de Chaturanga ni de su sucesor árabe Shatranj —juegos de tablero orientales de los que se originó el ajedrez— y fue incluido en el juego aproximadamente en el siglo XII, ya en Europa. Su predecesor, el al-fil tenía su nombre unido a la palabra Elefante y los historiadores indican que el cambio de la pieza y, en algunos países, su denominación (por ejemplo, en inglés es bishop, y en portugués bispo) se debió a la influencia de la Iglesia católica en la Edad Media y de la semejanza de la pieza abstracta árabe con la mitra utilizada por los obispos de la época.
En la actualidad, la mayoría de los diagramas de ajedrez representan al alfil con la figura o el ícono de una mitra con sus dos ínfulas a manera de pie; pero hay diagramas en donde esta pieza está representada por un yelmo con visera o casco de armadura de caballero medieval.
En la apertura, los alfiles suelen desempeñar funciones de defensa de los peones en el centro y, en el concepto hipermoderno, se prefieren desarrollar en fianchetto para controlar las casillas centrales a distancia. En el medio juego y final su valor aumenta a medida que las posiciones se vuelven más abiertas, sobre todo si el jugador dispone todavía de la pareja de alfiles. Existen estudios específicos de finales que implican al alfil: los finales con alfiles de colores opuestos tienen una gran tendencia a las tablas incluso con gran superioridad material del bando fuerte; mientras que otorga una gran ventaja la posesión de algún peón pasado, particularmente cuando el escaque de promoción es del color del alfil y el rey puede proteger el peón hasta la séptima fila.

## Historia y etimología

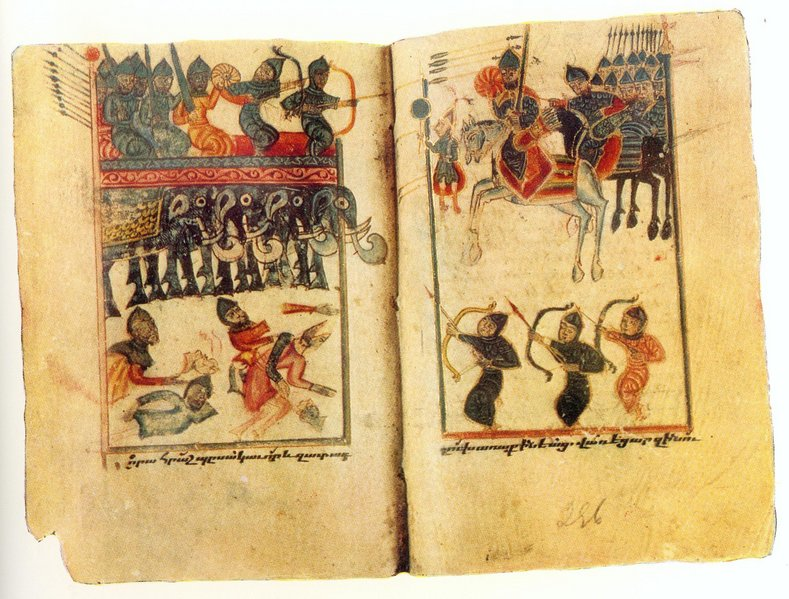
Una miniatura medieval armenia que representa elefantes de guerra sasánida en la Batalla de Avarayr

La palabra alfil proviene del árabe al-fil (الفيل), cuyo significado es «el elefante». Por otro lado, el predecesor del alfil en el Shatranj fue alfil o Pīl, que podía mover dos escaques en diagonal, saltando el primero, incluso cuando estaba ocupado. En consecuencia, cada alfil quedaba restringido a ocho escaques del tablero y no podía atacar el alfil del adversario. El alfil moderno surgió por primera vez aproximadamente en el siglo XII en el Ajedrez del mensajero. La pieza con este movimiento, llamada cocatriz o cocodrilo formaba parte de la Grande Acedrez en el libro de juego compilado en 1283 por el rey Alfonso X de Castilla. Al juego se le atribuye origen indio, hasta entonces un término vago.
Aproximadamente medio siglo después, Muhammad ibn Mahmud al-Āmulī en su libro Tesoros de la ciencia describe una forma de ajedrez expandido con dos piezas que "se movían como la torre pero de forma oblicua". Esta pieza se denominaba dabbabah, el nombre usado para un techo portátil utilizado por los soldados atacando un muro protegido por arqueros, líquidos de ebullición, y otros artefactos militares utilizados por los defensores. Dos libros de finales del siglo XV describen el nuevo movimiento del alfil: el Libre Del jochs partits dels schachs em nombre de 100 de Francesc Vicent, perdido en 1811 durante un saqueo de los soldados de Napoleón al Monasterio de Montserrat, y Repetición de amores e arte de axedrez con CL iuegos de partido de Luis Ramírez de Lucena, impreso en la ciudad de Salamanca y dedicado al recientemente fallecido príncipe Don Juan, hijo de los Reyes Católicos de Castilla. En lugar de mover saltando solo un escaque, podría ir por el camino diagonal siempre y cuando su trayectoria no estuviese impedida.

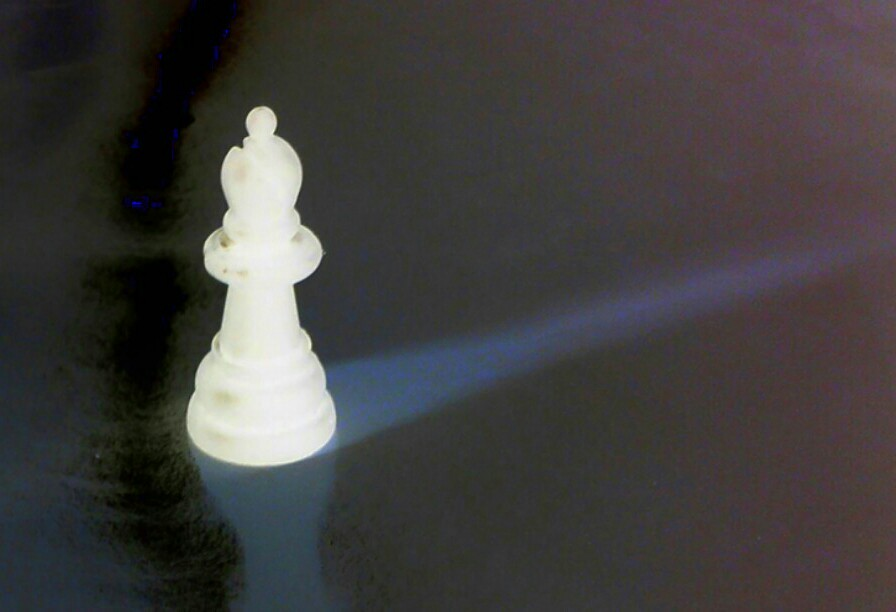
Un alfil blanco

El origen de la pieza es desconocido. Se cree que ha sido causado por el formato abstracto del Pīl, con dos protuberancias en la parte superior, que originalmente simbolizaba los colmillos de un elefante, que recuerda a la mitra de los obispos. La traducción del nombre de la pieza del término árabe, diferente de las otras partes, no fue homogénea. En España, influenciada directamente por los árabes, se retuvo el nombre original "alfil", mientras que en Italia se modificó para Alfiere, es decir, un abanderado. En Francia, la pieza fue inicialmente nombrada como Aufin y más tarde como Fou, con el significado de bufón de la corte, que permanece hasta hoy. En Alemania y Dinamarca la pieza se emplea con el significado de corredor, Läufer y Looper, respectivamente. En los Países Bajos, debido a la influencia nórdica, la pieza adquirió el significado de obispo, lo que probablemente tuvo influencia en la posición de la pieza de trabajo al lado del rey en el tablero y el estatus de la Iglesia como principal asesora de la monarquía.

## Movimiento y valor relativo
|    |       |       |       |       |       |       |       |    |  |
|    | a8 xo | b8    | c8    | d8    | e8    | f8    | g8    | h8 |  |
| a7 | b7 xo | c7    | d7    | e7    | f7    | g7    | h7 xo |    |  |
| a6 | b6    | c6 xo | d6    | e6    | f6    | g6 xo | h6    |    |  |
| a5 | b5    | c5    | d5 xo | e5    | f5 xo | g5    | h5    |    |  |
| a4 | b4    | c4    | d4    | e4 bd | f4    | g4    | h4    |    |  |
| a3 | b3    | c3    | d3 xo | e3    | f3 xo | g3    | h3    |    |  |
| a2 | b2    | c2 xo | d2    | e2    | f2    | g2 xo | h2    |    |  |
| a1 | b1 xo | c1    | d1    | e1    | f1    | g1    | h1 xo |    |  |
|    |       |       |       |       |       |       |       |    |  |

Animación de movimientos permitidos por el Alfil.

Al comenzar una partida, cada jugador tiene un par de alfiles dispuestos en c1 y f1 para las blancas y c8 y f8 para las negras. Su movimiento es oblicuo, moviéndose en línea recta en las diagonales del tablero. El número de escaques que pueden atacar a un tablero vacío oscila de 7 a 13, siendo más eficaz en el centro del tablero. No puede saltar ni piezas ni del mismo color ni las del adversario y su captura de movimiento consiste en ocupar el escaque de la pieza adversaria. Según lo dispone la FIDE, en los países de habla portuguesa y española el alfil debe estar representado por la letra B en la notación algebraica del ajedrez que se utilizarán en los torneos oficiales. En las revistas y la literatura, se recomienda el uso de imágenes o diagramas ( y )
Por lo general, el valor relativo del alfil se estima entre 3 y 3,5 puntos por encima del valor de referencia de un peón, aunque se considera que son más valiosos en par. Un par de alfiles es en media medio punto más valioso, lo cual es suficiente teniendo en cuenta el valor y la posición, y lo suficiente para impresionar la mayoría de las consideraciones posicionales. Esta superioridad es sorprendentemente puesto en negligencia por alto por grandes maestros, que muchas veces renuncian al par de alfiles en la apertura por la oportunidad de doblar un peón o ganar un poco de desarrollo, factores que no son tan valiosos como medio punto.

## Estrategia involucrando al Alfil

### Alfil bueno y Alfil malo
Un ajedrecista con un alfil generalmente debe colocar sus peones en los escaques de colores frente al alfil para que pueda moverse entre la estructura de peones y de este modo poder controlar más escaques y atacar a los peones adversarios en los escaques de los Peones controlados por el alfil. Cuando el alfil puede mantener su movilidad se denomina alfil bueno.
En situaciones en las que los peones se encuentren en los escaques del mismo color del alfil, esto se llama alfil malo o alfil alto, ya que su movilidad se ve comprometida por la cadena de peones, siendo inferior a un caballo en el final de una partida. Sin embargo, un alfil malo no es necesariamente una desventaja, especialmente si estuviese en frente de la cadena de peones y además de eso, también un alfil malo puede ser ventajoso en un final con afiles de colores opuestos. Incluso cuando se limita a las posiciones pasivas, un alfil puede ser útil en funciones defensivas, el GM Mihai Şubă dice que los "alfiles malos protegen a los peones buenos".

### Alfil de colores opuestos
Cuando un jugador tiene un solo alfil y el oponente también de modo que estos escaques está en escaques de colores opuestos, estas piezas no pueden luchar directamente por el control de los escaques debido a la debilidad de color. En la etapa final, esta desventaja puede ser decisiva, porque incluso  si uno de los jugador tuviese dos peones no conseguiría vencer.

### Comparación con el Caballo
|       |       |       |       |       |       |       |       |       |  |
|       | a8 rd | b8 __ | c8 __ | d8 qd | e8 kd | f8 __ | g8 __ | h8 rd |  |
| a7 __ | b7 __ | c7 pd | d7 __ | e7 bd | f7 pd | g7 __ | h7 pd |       |  |
| a6 pd | b6 __ | c6 nd | d6 pd | e6 __ | f6 nd | g6 pd | h6 bl |       |  |
| a5 __ | b5 pd | c5 __ | d5 __ | e5 __ | f5 __ | g5 __ | h5 __ |       |  |
| a4 __ | b4 __ | c4 __ | d4 pd | e4 pl | f4 __ | g4 __ | h4 __ |       |  |
| a3 __ | b3 bl | c3 pl | d3 __ | e3 __ | f3 __ | g3 ql | h3 pl |       |  |
| a2 pl | b2 pl | c2 __ | d2 __ | e2 __ | f2 pl | g2 pl | h2 __ |       |  |
| a1 rl | b1 nl | c1 __ | d1 __ | e1 __ | f1 rl | g1 kl | h1 __ |       |  |
|       |       |       |       |       |       |       |       |       |  |

El alfil tiene aproximadamente el mismo valor relativo de los caballos, sin embargo, dependiendo de la situación en el juego puede tener una clara ventaja. Los ajedrecistas inexpertos tienden a subestimar el alfil con respecto al caballo debido a la capacidad de este de emplear la táctica  del tenedor. Además, los caballos no sufren de la debilidad del color lo que permite alcanzar todas los escaques del tablero.
Generalmente, dos alfiles  tienen una fuerza relativa mayor en la fase final de la partida cuando quedan pocas piezas en el tablero y están disponibles más diagonales para que ellos se muevan, pudiendo ir de una esquina a la otra del tablero en un solo movimiento, mientras que el Caballo necesita de más que hacerlo, y no sufren de la debilidad de color. Sin embargo, esta característica no es necesariamente una ventaja, ya que depende de otros factores, como la estructura de peones. La fuerza del par de afiles fue inicialmente estudiada por Louis Paulsen y Wilhelm Steinitz, que en sus juegos buscaba explorar la movilidad de las piezas en oposición al caballo adversario. El cambio de un caballo por un alfil, se denomina calidad menor, término acuñado por Siegbert Tarrasch. En ciertas posiciones, un alfil también puede perder un tiempo a través de un movimiento de espera, evitando así posiciones de Zugzwang, siendo el caballo incapaz de realizar esta táctica. Cuando no hay más piezas en el tablero, 2 alfiles pueden dar jaque mate al rey enemigo, mientras que 2 caballos no pueden realizarlo por sí solos.  Por último, el alfil es capaz de emplear tácticas como la pincho y el clavado, siendo el caballo incapaz de realizar cualquiera de ellas.
Por otro lado, durante la apertura y medio juego un alfil puede tener restringidos sus movimientos por sus propios peones o de su adversario, por lo tanto por debajo del caballo que puede saltar sobre  las piezas volviéndose más activo. Las oportunidades para aplicar pincho son comunes para los caballos, posibilitando muchas veces la ganancia de material, mientras que para el alfil son raras las oportunidades de hacerlo debido a su movimiento oblicuo. Un ejemplo se da en la continuación de la Apertura Ruy López: 1.e4 e5 2.Cf3 Cc6 3.Bb5 a6 4.Ba4 Cf6 5.0-0 b5 6.Bb3 Be7?! 7.d4 d6 8.c3 Bg4 9.h3!? Bxf3 10.Dxf3 exd4 11.Dg3 g6 12.Bh6!.

### El sacrificio del par de alfiles
El sacrificio de los dos alfiles es un recurso que se utiliza para abrir las columnas sobre el rey adversario, por lo general llevan a cabo en el ala del rey. Es un sacrificio activo en el que el atacante captura peones de las columnas g y h, abriendo espacio para una serie de jaques de la dama y torres. El primer registro ocurrió en la partida Lasker-Bauer (Ámsterdam-1899).
1.f4 d5 2.e3 Cf6 3.b3 e6 4.Bb2 Be7 5.Bd3 b6 6.Cc3 Bb7 7.Cf3 Cbd7 8.O-O O-O 9.Ce2 c5 10.Cg3 Dc7 11.Ce5 Cxe5 12.Bxe5 Dc6 13.De2 a6?? 14.Ch5 Cxh5 15.Bxh7+ Rxh7 16.Dxh5+ Rg8 17.Bxg7 Rxg7 18.Dg4+ Rh7 19.Tf3 e5 20.Th3+ Dh6 21.Txh6+ Rxh6 22.Dd7 Bf6 23.Dxb7 Rg7 24.Tf1 Tab8 25.Dd7 Tfd8 26.Dg4+ Rf8 27.fxe5 Bg7 28.e6 Tb7 29.Dg6 f6 30.Txf6+ Bxf6 31.Dxf6+ Re8 32.Dh8+ Re7 33.Dg7+ Rxe6 34. Dxb7 Td6 35. Dxa6 d4 36. exd4 cxd4 37. h4 d3 38. Dxd3 y las negras abandonan.